# Arca Investments
Arca Investments je slovensko-česká investiční skupina v úpadku. Do jejího portfolia spadá více než 200 firem, které jsou aktivní mj. ve finančnictví, energetice nebo realitách. 
Mezi největší věřitele Arcy patří např. brněnský IFIS investiční fond a.s., sdružení věřitelů AVEA, Spojené kartáčovny nebo firma z Telče VSP Kovo, které Arca dluží 150 milionů korun. Do Arcy investovala i bytová družstva. Směnku za 100 miliónů korun koupilo Arcibiskupství olomoucké, které plánovalo využít zisk na charitativní účely a rekonstrukci památek. Směnky za více než 63 milionů korun drží Syndikát novinářů ČR. Téměř 16 milionů korun do nich údajně investovala manželka bývalého slovenského premiéra Igora Matoviče.
Arca považuje za hlavní příčinu svých potíží pandemii covidu-19 a s ní související opatření.

## Historie
Dne 11. května 2021 vyhlásil Městský soud v Praze úpadek Arca Investments; v tento okamžik dlužila téměř 1900 věřitelům 19 miliard korun a jde tak o největší krach v České republice od 90. let 20. století.
Další podrobnosti související s bankrotem uvádí insolvenční rejstřík.